# جاك فوتو
جاك فوتو هو مقدم تلفزيوني كندي، ولد في 29 يناير 1933 في مونتريال في كندا، وتوفي بنفس المكان في 30 يونيو 2009 بسبب سرطان.

## وصلات خارجية
- جاك فوتو على موقع IMDb (الإنجليزية)
- جاك فوتو على موقع أول موفي (الإنجليزية)
- جاك فوتو على موقع قاعدة بيانات الفيلم (الإنجليزية)
- جاك فوتو على موقع كينوبويسك (الروسية)